# J. J. McCarthy
(en) Statistiques sur pro-football-reference
Jonathan James McCarthy dit J. J. McCarthy, né le 20 janvier 2003 à La Grange Park dans l'Illinois, est un sportif professionnel américain de football américain évoluant au poste de quarterback dans la National Football League (NFL) pour les Vikings du Minnesota depuis la saison 2024.
Au niveau universitaire, il a joué pendant trois saisons (2021-2023) dans la NCAA Division I FBS pour les Wolverines de l'université du Michigan où il remporte trois titres de champion de la Big Ten Conference et le titre national en 2023.

## Biographie

### Jeunesse
McCarthy grandit et étudie à la Nazareth Academy (en) de La Grange Park dans l'Illinois. La pandémie de Covid-19 ayant entraîné l'annulation à Nazareth de la saison 2020 de football américain, il rejoint l'IMG Academy (en) de Bradenton en Floride.
Lors des deux saisons passes à Nazareth, en tant que titulaire au poste de quarterback, il permet à son équipe de remporter 28 des 28 matchs disputés, la qualifiant pour les deux finales consécutives de son État (IHSA Class 7A) dont celle de 2018 qu'il remporte. En 2020 à IMG, il remporte les huit matchs de la saison dont la finale nationale.
McCarthy est considéré comme une possible recrue cinq étoiles par 247Sports regroupant les évaluations des principaux services de recrutement. À l'âge de 16 ans, McCarthy déclare que l'entraîneur principal d'Ohio State, Ryan Day (en), « lui a menti » en l'informant en mars qu'il n'engagerait pas de quarterback dans sa classe de recrutement 2021, ce qui ne les empêche pas de recruter en avril le quarterback Kyle McCord (en). Bien qu'il ait grandi en tant que fan d'Ohio State, McCarthy s'engage avec les rivaux de Michigan le mois suivant. Parlant de sa « nouvelle  haine » envers les Buckeyes, il déclare : « Je les aimais. Maintenant, je veux les tuer. »,,.
McCarthy a également joué au hockey sur glace lors de sa jeunesse, déclarant que c'était en fait son sport de cœur et pas le football américain. Au cours de sa première année de lycée, il prend la décision d'abandonner le hockey pour se concentrer sur le football américain, qualifiant cette décision  comme l'« une des plus difficiles qu'il ait jamais eu à prendre ».

### Carrière universitaire
En mai 2019, McCarthy s'engage avec l'université du Michigan qu'il rejoint en 2021. Il y joue pendant trois saisons (2021-2023) pour les Wolverines dans la NCAA Division I FBS et sa Big Ten Conference,,,.
En 2021, McCarthy est désigne remplaçant au poste de quarterback, le titulaire étant Cade McNamara (en). Sa première apparition date du 4 septembre contre les Broncos de Western Michigan où il inscrit son premier touchdown (68 yards) à la suite d'une passe vers le WR de Daylen Baldwin (en),. Il participe à 11 matchs, réussissant 34 passes sur les 59 tentées pour un total de 516 yards, cinq touchdowns et deux interceptions. Il gagne également 124 yards et inscrit deux touchdowns supplementaires à la course.
En 2022, l'entraîneur principal Jim Harbaugh annonce qu'il a pris la décision de titulariser McNamara pour le premier match de la saison contre Colorado State et McCarthy pour le suivant contre Hawaii. Sous la conduite de McCarthy, les Wolverines mènent 42 à 0 à la mi-temps. En conférence de presse après le match, Harbaugh annonce que McCarthy sera à nouveau titulaire pour le troisième match contre UConn ajoutant qu'« il est le titulaire qui avance au mérite ». Convaincant, il reste titulaire jusqu'en fin de saison. Invaincu, il remporte le match chez les rivaux d'Ohio State classés no 2 du pays sur le score de 45 à 23. Qualifié pour le College Football Playoff, il perd le Fiesta Bowl (demi-finale) 45 à 51 contre TCU. Sur l'ensemble de sa saison, il affiche un bilan de 208 passes réussies sur 322 tentées, 2 719 yards, 22 touchdowns, cinq interceptions et une évaluation QB de 155.
En 2023, les Wolverines et McCarthy sont invaincus en saison régulière. Contre Iowa, il remporte son troisième titre consécutif de champion de la Big Ten Conference,,. Qualifiés pour le CFP, le 1er janvier 2024, il permet aux Wolverines de battre en prolongation, le Crimson Tide de l'Alabama sur le score de 27 à 20 à l'occasion du Rose Bowl. Il est désigné meilleur joueur offensif du match après avoir réussi 17 des 27 passes pentées pour un gain de 221 yards et trois touchdowns. Jim Habaugh déclare après ce match que McCarthy est le meilleur quarterback de l'histoire de Michigan. Cet avis est partagé par Tom Brady sur Instagram. Le 8 janvier 2024, il remporte College Football Championship Game 2024 34 à 13 disputé contre les Huskies de Washington, réussissant 10 des 18 passes tentées pour un gain de 140 yards,. Michigan termine la saison invaincu (15 victoires sans défaite) et remporte son premier titre national depuis la saison 1997.
Il termine sa carrière chez les Wolverines avec un bilan de 27 victoires pour une défaite (96,4%) en tant que quarterback titulaire, le 3e plus haut pourcentage de victoires de l'histoire du football universitaire américain.

### Carrière professionnelle
| Taille               | Poids          | Bras            | Main         | Sprint   | Sprint   | Sprint   | Shuttle 20 yards | 3 cones drill | Détente   | Détente     | Développé couché | Test Wonderlic |
| Taille               | Poids          | Bras            | Main         | 40 yards | 10 yards | 20 yards | Shuttle 20 yards | 3 cones drill | verticale | horizontale | Développé couché | Test Wonderlic |
| 1,89 m (6 ft 2 ½ in) | 99 kg (219 lb) | 80 cm (31 ⅝ in) | 23 cm (9 in) | -        | -        | -        | 4,23 s           | 6,82 s        | -         | -           | -                | -              |

#### Draft
McCarthy est sélectionné en 10e choix global lors du premier tour de la draft 2024 de la NFL par la franchise des Vikings du Minnesota,. Il est un des six quarterbacks sélectionnés lors de cette draft au premier tour égalant le record de la draft 1983.

#### Vikings du Minnesota
McCarthy est désigné premier remplaçant de Sam Darnold lors des camps d'entraînement. Le 10 août 2024, McCarthy fait ses débuts professionnels lors du premier match d'avant saison disputé contre les Raiders de Las Vegas. Lors des six drives auxquels il participe, il réussit 11 des 17 passes tentées pour un gain global de 188 yards, inscrivant deux touchdowns malgré une interception. Lors d'un entraînement, il signale ressentir une gêne soudaine au niveau de son genou droit. Trois jours après le match, la franchise annonce que McCarthy a subi une intervention chirurgicale pour réparer un ménisque déchiré au genou droit. Il est révélé plus tard qu'il a subi une réparation complète du ménisque et qu'il manquera toute la saison 2024. McCarthy est devenu le premier quarterback sélectionné au premier tour à manquer toute sa saison rookie en raison d'une blessure.

## Statistiques

### Universitaires
| Année       | Équipe                 | Statut      | MJ |         | Passes   | Passes | Passes | Passes | Passes | Passes | Passes  |       | Courses | Courses | Courses | Courses |
| Année       | Équipe                 | Statut      | MJ | Tentées | Réussies | Pct.   | Yards  | TD     | Int.   | Éval.  | Tentées | Yards | Moy.    | TD      |         |         |
| 2021        | Wolverines du Michigan | Fr.         | 11 | 034     | 059      | 57,6   | 0 516  | 05     | 2      | 152,3  | 27      | 124   | 4,6     | 2       |         |         |
| 2022        | Wolverines du Michigan | So.         | 14 | 208     | 322      | 64,6   | 2 719  | 22     | 5      | 155,0  | 70      | 306   | 4,4     | 5       |         |         |
| 2023        | Wolverines du Michigan | Jr.         | 15 | 240     | 332      | 72,3   | 2 991  | 22     | 4      | 167,4  | 64      | 202   | 3,2     | 3       |         |         |
| Totaux NCAA | Totaux NCAA            | Totaux NCAA | 40 | 482     | 713      | 67,6   | 6 226  | 49     | 11     | 160,5  | 161     | 632   | 3,9     | 10      |         |         |

### Professionnelles
| Année | Équipe               | MJ |                         | Passes                  | Passes                  | Passes                  | Passes                  | Passes                  | Passes                  | Passes                  |                         | Courses                 | Courses                 | Courses | Courses |     | Sacks  | Sacks |  | Fumbles | Fumbles |
| Année | Équipe               | MJ | Tentées                 | Réussies                | Pct.                    | Yards                   | TD                      | Int.                    | Éval.                   | Tentées                 | Yards                   | Moy.                    | TD                      | Nb.     | Yards   | Nb. | Perdus |       |  |         |         |
| 2024  | Vikings du Minnesota | -  | Blessé, il n'a pas joué | Blessé, il n'a pas joué | Blessé, il n'a pas joué | Blessé, il n'a pas joué | Blessé, il n'a pas joué | Blessé, il n'a pas joué | Blessé, il n'a pas joué | Blessé, il n'a pas joué | Blessé, il n'a pas joué | Blessé, il n'a pas joué | Blessé, il n'a pas joué | -       | -       | -   | -      |       |  |         |         |

## Trophées et récompenses
- Champion de la saison 2023 de la NCAA et vainqueur du College Football Championship Game 2024 ;
- Meilleur joueur offensif du Rose Bowl 2024 ;
- Vainqueur du trophée Griese–Brees Quarterback of the Year (en) 2023 ;
- Sélectionné dans la première équipe de la Big Ten Conference en 2023 ;
- Sélectionné dans la deuxième équipe de la Big Ten Conference en 2022.

## Vie privée
McCarthy pratique la méditation depuis le lycée,,. Il est fiancé à Katya Kuropas qu'il a rencontrée au lycée.